# Ordine dei due fiumi
L'Ordine dei due fiumi era un'onorificenza del regno dell'Iraq, ripresa poi dalla repubblica irachena.

## Storia
L'ordine venne fondato nel 1922 da Faysal I, primo re dell'Iraq in occasione del suo primo anno di regno. Esso venne creato con l'intento di premiare quanti si fossero dimostrati benemeriti verso l'Iraq che occupa geograficamente l'area della Mesopotamia, compresa tra i fiumi Tigri ed Eufrate (i due fiumi dell'ordine, appunto). L'onorificenza venne rivista nel proprio statuto e ridisegnata il 24 maggio 1959 dopo la caduta della monarchia e la nascita della repubblica irachena assumendo le forme attuali.

## Classi
L'ordine, suddiviso in classe civile e militare, consta delle seguenti classi di benemerenza:
- Membro di I Classe
- Membro di II Classe
- Membro di III Classe
- Membro di IV Classe

## Insegne
- La medaglia dell'ordine consiste in una stella ad otto punte smaltate di rosso e pomate d'argento, ricoperte da un disco arabescato in argento e smalto verde. Al centro si trova un medaglione smaltato di blu riportante l'aquila irachena d'argento, il tutto circondato da un anello smaltato di bianco con inciso il nome dell'onorificenza. Sul retro la stella è unicamente costituita dalla stella dai bracci smaltati di rosso, riportante al centro un disco d'argento con il monogramma arabo della repubblica attorniato da un anello smaltato di bianco con una scritta in arabo.
- La placca riprende i medesimi disegni della medaglia.
- Il nastro è rosso scuro con una striscia nera per parte per la classe civile e rosso scuro con una striscia nera in centro e una dello stesso colore per parte.